# Rugiland
Vương quốc Rugii hay Rugiland do người Rugii thuộc chủng German thành lập ở khu vực nước Áo ngày nay vào thế kỷ thứ 5.

## Lịch sử

### Bối cảnh
Rugii là một bộ tộc Đông German có khả năng di chuyển từ phía tây nam Na Uy tới vùng Pomerania vào thế kỷ thứ 1. Vào đầu thế kỷ thứ 4, người Rugii di chuyển xuống phía Nam và định cư tại vùng Thượng Tisza ở miền Pannonia cổ xưa, mà bây giờ là nước Hungary ngày nay. Lúc đầu họ đã bị người Hung tấn công và rồi thì lại chiến đấu bên cạnh Atilla trong trận đồng bằng Catalaunian năm 451. Năm 453, họ đã nổi dậy thành công chống lại người Hung cùng với các bộ tộc German khác trong trận Nedao, sau đó họ định cư ở một khu vực hiện nay là một phần Hạ Áo (Noricum cổ đại), phía bắc sông Danube.

### Vương quốc
Năm 467, người Rugii cai trị một vương quốc đóng tại vùng Hạ Áo dưới quyền vua của họ là Flaccitheus. Sau khi ông qua đời vào năm 475, con của Flaccitheus là Feletheus kế vị ngôi vua, rồi kết hôn với công chúa Gisa người Goth để kết tình hòa hiếu giữa hai dân tộc Rugii-Goth. Năm 476, Felethus ra sức hỗ trợ đám lính đánh thuê người Herulii và Scirii của Odoacer, viên tướng này đã thừa cơ lật đổ Hoàng đế Tây La Mã Romulus Augustus và tự lập làm Vua nước Ý. Sau khi Hoàng đế Đông La Mã Zeno cố gắng tạo ra xung đột giữa người Rugii với Odoacer, Felethus bèn ra tay giết chết người anh Ferderuchus vì đã ủng hộ Odoacer. Odoacer hay tin có biến bèn mang quân xâm chiếm vương quốc Rugii, tại đây ông đã đánh bại toàn quân Rugii và bắt sống Felethus và vợ ông, rồi xử tử cả hai tại Ravenna vào năm 487. Lãnh thổ của họ về sau được người Lombard tới định cư. Vì không chịu thần phục Odoacer, nên hai năm sau người Rugii mới gia nhập vào đạo quân của người Ostrogoth dưới trướng vua Theodoric Đại đế, nhà vua Ostrogoth với ý đồ mở mang bờ cõi lập tức tiến quân xâm lược nước Ý và đánh bại Odoacer vào năm 493, rồi sáp nhập luôn xứ này vào vương quốc của mình.

## Danh sách vua
- Flaccitheus (454-475)
- Feletheus (475-487)

### Chính yếu
- Eugippius: Vita Sancti Severini
- Paulus Diaconus: Lịch sử người Lombard

### Thứ yếu
- Pauly-Wissowa. Realencyclopädie der classischen Altertumswissenschaft (RE). Bd. 6,2. Stuttgart 1909, Sp. 2161f.
- Friedrich Lotter: Severinus von Noricum, Legende und historische Wirklichkeit: Untersuchungen zur Phase des Übergangs von spätantiken zu mittelalterlichen Denk- und Lebensformen. Stuttgart 1976.
- Arnold Hugh Martin Jones u.a.:The Prosopography of the Later Roman Empire. Bd. 1, Cambridge 1971, ISBN 0-521-20159-4, ISBN 978-0-521-20159-9
- Walter Pohl: Die Gepiden und die gentes an der mittleren Donau nach dem Zerfall des Attilareiches. In: Herwig Wolfram, Falko Daim (Hrsg.): Die Völker an der mittleren und unteren Donau im fünften und sechsten Jahrhundert. Wien 1980, S. 239ff.

Bản mẫu:Các vương quốc man di